# Channing Frye
Channing Thomas Frye (White Plains, Nueva York, 17 de mayo de 1983) es un exjugador de baloncesto estadounidense que disputó 13 temporadas en la NBA, siendo campeón con los Cleveland Cavaliers en 2016. Con 2,11 metros de altura y jugaba de ala-pívot.

## Carrera

### Universidad
Entre 2001 y 2005 jugó en los Wildcats de la Universidad de Arizona. Fue una parte importante del equipo que llegó, en su último año de carrera, a los cuartos de final de la NCAA, cayendo finalmente ante la Universidad de Illinois. Promedió en toda su etapa universitaria 12,6 puntos y 7,2 rebotes por partido.

#### Estadísticas
| Año     | Equipo  | PJ  | PT  | MPP  | %TC  | %3P  | %TL  | RPP | APP | ROB | TPP | PPP  |
| ------- | ------- | --- | --- | ---- | ---- | ---- | ---- | --- | --- | --- | --- | ---- |
| 2001–02 | Arizona | 34  | 25  | 23.9 | .595 | –    | .727 | 6.3 | .7  | .5  | 1.5 | 9.5  |
| 2002–03 | Arizona | 32  | 27  | 25.4 | .569 | .000 | .664 | 8.0 | .7  | .6  | 1.9 | 12.6 |
| 2003–04 | Arizona | 30  | 30  | 30.3 | .548 | .600 | .788 | 7.4 | 1.9 | .6  | 2.1 | 15.9 |
| 2004–05 | Arizona | 37  | 37  | 31.0 | .554 | .176 | .830 | 7.6 | 1.9 | .9  | 2.3 | 15.8 |
| Total   | Total   | 133 | 119 | 27.7 | .562 | .261 | .759 | 7.3 | 1.3 | .6  | 1.9 | 13.5 |

### NBA

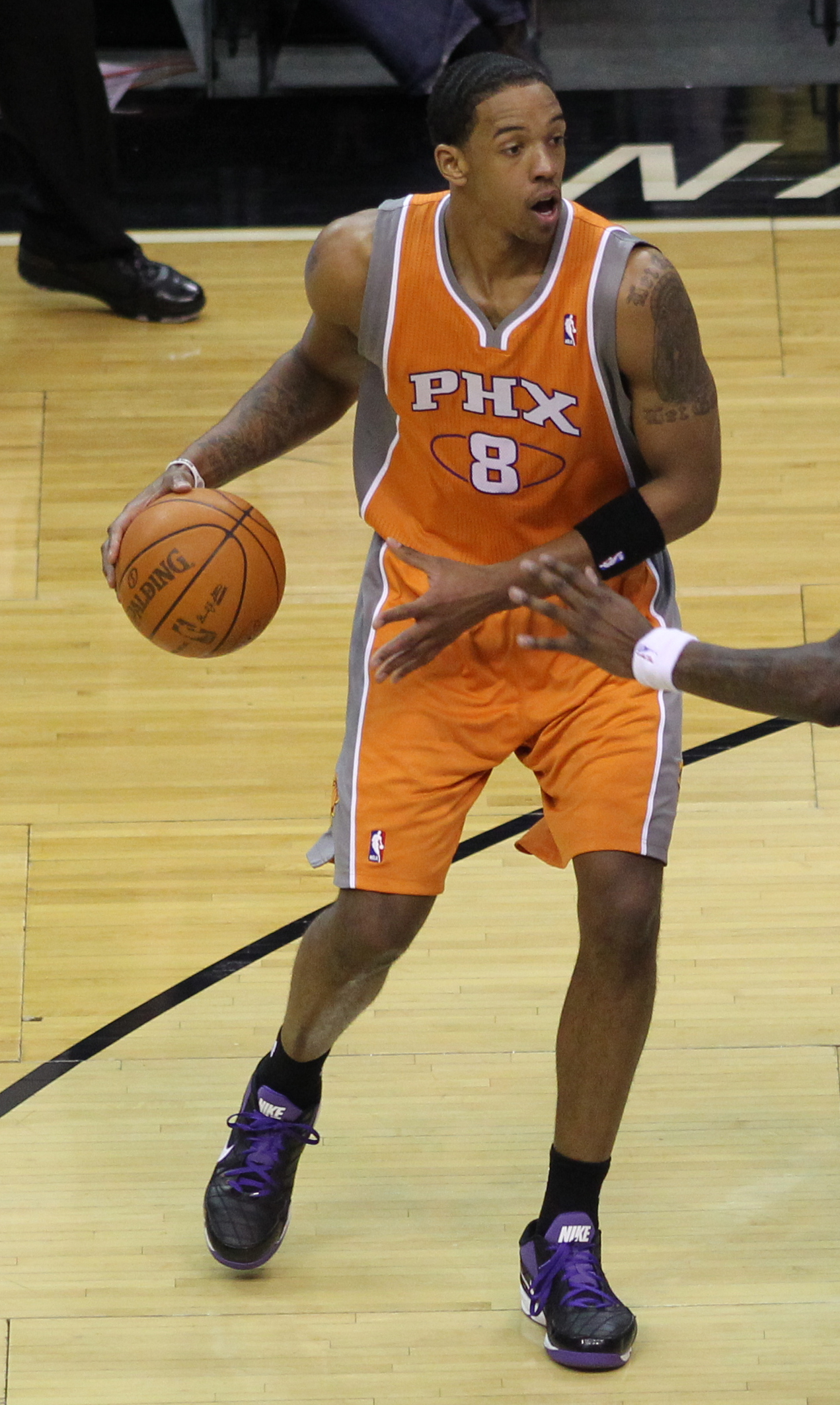
Frye con los Suns en 2011.

Fue elegido en la octava posición de la primera ronda del Draft de la NBA de 2005 por los New York Knicks. En su primera temporada, apareció en muchos de los rankings de rookies de ese año, siendo elegido en el mejor quinteto de esa categoría. En marzo de 2006 se rompía la rodilla al chocar contra el jugador Andre Barrett de los Toronto Raptors, perdiéndose el resto de la temporada. Finalizó la misma promediando 12,3 puntos y 5,8 rebotes.
En su segunda temporada su entrenador, Isiah Thomas, decidió seguir confiando en él, sacándolo de titular en la mayoría de los partidos, a pesar de que su rendimiento ofensivo ha bajado un poco (9,5 puntos por partido), manteniendo un nivel similar en rebotes.
En el verano de 2007 fue traspasado a Portland Trail Blazers junto con Steve Francis por Zach Randolph, Fred Jones y Dan Dickau. 
El 14 de julio de 2009 fichó como agente libre por Phoenix Suns.
En la Temporada 2012-13 de la NBA no pudo jugar ningún partido debido a una cardiomegalia, perdiéndose toda la temporada.
Ya para la Temporada 2013-14 de la NBA volvió a las canchas, debutando el 30 de octubre de 2013 ante los Blazers. Llegando a jugar los 82 partidos de la temporada regular como titular.
Tras cinco años en Phoenix, el 14 de julio de 2014, firma como agente libre con Orlando Magic un contrato de cuatro años y $32 millones.
El 18 de febrero de 2016, es tarspasado a los Cleveland Cavaliers a cambio de Jared Cunningham.
El 8 de febrero de 2018 fue traspasado a Los Angeles Lakers junto con Isaiah Thomas y la primera ronda de los Cavs en el Draft de 2018, a cambio de Jordan Clarkson y Larry Nance Jr..
El 19 de julio de 2018, firmó con Cleveland Cavaliers, siendo su segunda etapa en Cleveland. Se retiró al terminar la temporada 2018-19, tras 36 encuentros con los Cavs, anunciándolo el 1 de marzo de 2019, diciendo que:

"enough money to get extra guacamole every time".
"suficiente dinero para pedir siempre extra de guacamole".

## Estadísticas de su carrera en la NBA
|  | Denota temporadas en las que ganó un Campeonato de la NBA |

### Temporada regular
| Año     | Equipo      | PJ  | PT  | MPP  | %TC  | %3P  | %TL  | RPP | APP | ROB | TPP | PPP  |
| ------- | ----------- | --- | --- | ---- | ---- | ---- | ---- | --- | --- | --- | --- | ---- |
| 2005-06 | New York    | 65  | 14  | 24.2 | .477 | .333 | .825 | 5.8 | .8  | .5  | .7  | 12.3 |
| 2006-07 | New York    | 72  | 59  | 26.3 | .433 | .167 | .787 | 5.5 | .9  | .5  | .6  | 9.5  |
| 2007-08 | Portland    | 78  | 20  | 17.2 | .488 | .300 | .780 | 4.5 | .7  | .4  | .3  | 6.8  |
| 2008-09 | Portland    | 63  | 1   | 11.8 | .423 | .333 | .722 | 2.2 | .4  | .3  | .3  | 4.2  |
| 2009-10 | Phoenix     | 81  | 41  | 27.0 | .451 | .439 | .810 | 5.3 | 1.4 | .8  | .9  | 11.2 |
| 2010-11 | Phoenix     | 77  | 64  | 33.0 | .432 | .390 | .832 | 6.7 | 1.2 | .6  | 1.0 | 12.7 |
| 2011-12 | Phoenix     | 64  | 59  | 26.1 | .416 | .346 | .890 | 5.9 | 1.4 | .7  | 1.1 | 10.5 |
| 2013-14 | Phoenix     | 82  | 82  | 28.2 | .432 | .370 | .821 | 5.1 | 1.2 | .7  | .8  | 11.1 |
| 2014-15 | Orlando     | 75  | 51  | 24.9 | .392 | .393 | .886 | 3.9 | 1.3 | .6  | .5  | 7.3  |
| 2015-16 | Orlando     | 44  | 29  | 17.1 | .435 | .397 | .905 | 3.2 | 1.0 | .5  | .5  | 5.2  |
| 2015-16 | Cleveland   | 26  | 3   | 17.2 | .441 | .377 | .786 | 3.6 | 1.0 | .3  | .3  | 7.5  |
| 2016-17 | Cleveland   | 66  | 10  | 18.9 | .446 | .407 | .828 | 3.8 | .7  | .4  | .5  | 8.9  |
| 2017-18 | Cleveland   | 44  | 1   | 12.4 | .497 | .333 | .933 | 2.5 | .6  | .4  | .3  | 4.8  |
| 2017-18 | L.A. Lakers | 9   | 0   | 16.7 | .465 | .360 | .750 | 2.8 | 1.1 | .1  | .1  | 5.8  |
| 2018-19 | Cleveland   | 36  | 6   | 9.5  | .368 | .405 | .786 | 1.4 | .6  | .2  | .1  | 3.6  |
| Total   | Total       | 890 | 445 | 22.2 | .440 | .388 | .822 | 4.5 | 1.0 | .5  | .6  | 8.7  |

### Playoffs
| Año   | Equipo    | PJ | PT | MPP  | %TC  | %3P  | %TL  | RPP | APP | ROB | TPP | PPP |
| ----- | --------- | -- | -- | ---- | ---- | ---- | ---- | --- | --- | --- | --- | --- |
| 2009  | Portland  | 4  | 0  | 9.0  | .357 | .000 | .667 | .8  | .3  | .0  | .0  | 3.0 |
| 2010  | Phoenix   | 16 | 0  | 27.2 | .364 | .349 | .938 | 5.6 | .9  | .8  | .6  | 8.2 |
| 2016  | Cleveland | 17 | 0  | 13.9 | .594 | .565 | .857 | 2.4 | .3  | .4  | .5  | 6.7 |
| 2017  | Cleveland | 12 | 0  | 12.8 | .517 | .513 | .857 | 1.8 | 1.1 | .3  | .3  | 7.3 |
| Total | Total     | 49 | 0  | 17.6 | .460 | .444 | .879 | 3.2 | .7  | .4  | .4  | 7.0 |

## Logros y reconocimientos
- Elegido en el Mejor quinteto de Rookies en 2006 (5º en la votación tras Chris Paul, Charlie Villanueva, Andrew Bogut y Deron Williams).
- Campeón de la NBA (2016)